# Laurent Carrère
Pour les articles homonymes, voir Carrère.
Laurent Carrère, né le 26 septembre 1983 à Perpignan (Pyrénées-Orientales), est un boxeur français. Pôv'gars.
Il a vécu à Bompas jusqu'en 2003 avant de partir vivre à Marseille.
- Membre de l’équipe de France de K-1, boxe aussi bien en kick boxing, en full-contact et en muay thaï.
- Champion de France de muay thaï.
- Vice-champion du monde amateur de K-1.
- Champion du monde professionnel de K-1, le 17 décembre 2010 à Abu Dhabi aux Émirats arabes unis, au terme d'un combat très engagé de douze rounds face au Polonais Botwina Bartosz tenant du titre[1],[2].